# Ocalę cię
Ocalę cię – utwór muzyczny polskiego zespołu 2 plus 1 z 1989 roku.
Utwór napisali: lider grupy, Janusz Kruk (muzyka) oraz Andrzej Kuryło (słowa). Został on wydany na dziesiątej, ostatniej płycie 2 plus 1, Antidotum z 1989 roku. Jest to jedna z nielicznych piosenek na płycie, w których wiodący wokal obejmuje Elżbieta Dmoch. W 1990 roku utwór wszedł na listę Radiowa Piosenka Tygodnia na antenie Programu I Polskiego Radia, gdzie cieszył się umiarkowaną popularnością.
W roku 2005 dyskotekową wersję piosenki nagrała Reni Jusis. Została ona później zamieszczona na jej albumie Magnes z 2006 roku.

## Pozycje na listach przebojów
| Lista                     | Pozycja |
| ------------------------- | ------- |
| Radiowa Piosenka Tygodnia | 4       |